# 泪滴攻击
泪滴攻击指的是向目标机器发送损坏的IP包，诸如重叠的包或过大的包载荷。藉由这些手段，该攻击可以通过TCP/IP协议栈中分片重组代码中的漏洞来瘫痪各种不同的操作系统。

## 可能受影响的操作系统
- Windows 3.1
- Windows 95和NT
- 2.0.32和2.1.63版本以下的Linux

### Windows 7与Vista的潜在风险
在微软的SMB2中发现了一个远程重启漏洞，利用该漏洞的溢出代码已经在互联网上广泛传播，这使Windows 7和Windows Vista的用户暴露在泪滴攻击的风险中。

## 详细描述
泪滴攻击是拒绝服务攻击的一种。泪滴是一个特殊构造的应用程序，通过发送伪造的相互重叠的IP分组数据包，使其难以被接收主机重新组合。它们通常会导致目标主机内核失措。泪滴攻击利用IP分组数据包重叠造成IP分片重组机制不能恰当处理IP包。泪滴攻击不被认为是一个严重的DoS攻击，不会对主机系统造成重大损失。在大多数情况下，一次简单的重新启动是最好的解决办法，但重新启动操作系统可能导致正在运行的应用程序中未保存的数据丢失。

## 症状

### 运行Windows的机器
当对一台机器发动泪滴攻击时，该机器就会崩溃或重启。
（在Windows机器上，用户可能会遇到蓝屏死机 ）。
若用户正确防御了Winnuke和SSping的DoS攻击，却仍然发生崩溃，则极有可能受到泪滴攻击或LAND攻击 。若在使用 IRC（Mac OS）时，计算机突然断开了网络连接，但没有崩溃，攻击的模式可能是CLICK 。

## 如何解决此漏洞
对于安装有Windows的机器， Windows泪滴攻击检测软件可作为被攻击后的一个解决方案。
若在Linux系统上遭到攻击，请将内核升级到2.0.32 / 2.1.63或更高版本。

## 资源
- 个人电脑杂志百科全书 （页面存档备份，存于）
- 汉堡大学校园公告 （页面存档备份，存于）
- 信号培训 （页面存档备份，存于）
- 软安全杂志